# كريم حاصلة سفلي (مقاطعة إسلام آباد غرب)
كريم‌حاصلة سفلي (بالفارسية: کریم‌حاصله سفلی) هي قرية تقع في كرمانشاه في إيران. يقدر عدد سكانها بـ 103 نسمة .